# Sarraceniaceae
Famille
Classification APG III (2009)
Les Sarraceniaceae (Les Sarracéniacées) sont une famille de plantes à fleurs dicotylédones qui comprend 17 espèces réparties en trois genres.
Ce sont des plantes herbacées, carnivores, à mécanisme de capture passif, pérennes, rhizomateuses, à feuilles en rosette, des régions tempérées à tropicales originaires d'Amérique.

## Étymologie
Le nom vient du genre type Sarracenia. L’histoire étymologique de ce nom est un bon exemple du cheminement chronologique qui conduit à l’attribution d’un nom botanique.
Le premier dessin connu de la plante date de 1571 et a pour auteur le botaniste flamand  Matthias de l'Obel (1538-1616) qui la nomma Thutis Limpidi.

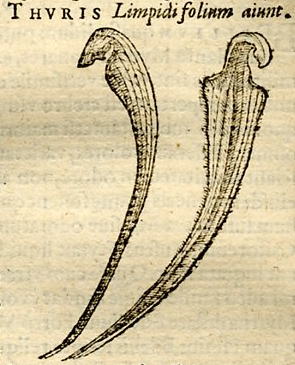
Premier dessin du Sarracenia par Matthias de l'Obel, 1571.

Le médecin français Michel Sarrazin (1659–1734), qui fut naturaliste en Nouvelle-France (actuel Québec), redécouvrit la plante et en envoya un spécimen à Tournefort. En 1700, ce dernier nomma le genre, sous le nom  de Sarracena (suffixe ‑cena), le dédiant à Sarrazin, son découvreur (Sarrac. Sarracenus).
En 1753 Linné renomma la plante Sarracenia (suffixe ‑cenia).

## Répartition géographique

Darlingtonia.
Heliamphora.
Sarracenia.

## Liste des genres
Selon Angiosperm Phylogeny Website (12 nov. 2015), NCBI (12 nov. 2015), DELTA Angio (12 nov. 2015) et ITIS (12 nov. 2015) :
- Darlingtonia
- Heliamphora
- Sarracenia

## Liste des espèces
Selon NCBI (14 mai 2010) :
- genre Darlingtonia
  - Darlingtonia californica
- genre Heliamphora
  - Heliamphora heterodoxa
  - Heliamphora minor
  - Heliamphora nutans
  - Heliamphora tatei
  - Heliamphora sp. Anderberg s.n.
- genre Sarracenia
  - Sarracenia alabamensis
  - Sarracenia alata
  - Sarracenia drummondii
  - Sarracenia flava
  - Sarracenia jonesii
  - Sarracenia leucophylla
  - Sarracenia minor
  - Sarracenia oreophila
  - Sarracenia psittacina
  - Sarracenia purpurea
  - Sarracenia rubra